# Norman Cleaveland
Norman Cleaveland (Oakland, 4 april 1901 - Santa Fe, 8 juni 1997) was een Amerikaans rugbyspeler.

## Carrière
Tijdens de Olympische Zomerspelen 1924 werd hij met de Amerikaanse ploeg olympisch kampioen. Cleaveland was het langst levende lid van de Amerikaanse ploeg van 1924.

## Erelijst

### Met Verenigde Staten
- Olympische Zomerspelen:  1924

- International Standard Name Identifier: 0000 0000 6757 2602
- Library of Congress Control Number: n88154483
- SNAC: w6rb8kp4
- Virtual International Authority File: 91298461
- WorldCat: E39PBJwddPWfXRWRbHdyYTttKd